# UGC 12158
UGC 12158 of PGC 69533 is een balkspiraalstelsel van het Sb-type dat zich op ongeveer 384 miljoen lichtjaar van de aarde bevindt in het sterrenbeeld Pegasus. Zijn strakke spiraalschijf strekt zich uit over ongeveer 140.000 lichtjaar, waarvan de schaal op heliocentrische afstand ongeveer 36,9 kiloparsec per boogminuut is. Er wordt ook vaak beweerd dat hij qua uiterlijk op de Melkweg lijkt, met een vergelijkbare centrale balk- en spiraalarmstructuur. UGC 12158 is echter ongeveer 40% groter dan de Melkweg.

## Supernova
Op 15 december 2003 werd een supernova van type Ia met een helderheid van 19,2 mag geregistreerd op een van de spiraalarmen nabij het schijnbare centrum in UGC 12158, en werd aangeduid als SN 2004EF. Hij bereikte op 4 september 2004 een magnitude van 17,5 voordat hij uit beeld verdween. Optische spectra werden verkregen op 7 september 2014 en bevestigden de type I classificatie. Op eerdere beelden werd geen moederster gevonden.